# Lasioglossum petrellum
Lasioglossum petrellum är en biart som först beskrevs av Cockerell 1903.  Lasioglossum petrellum ingår i släktet smalbin, och familjen vägbin. Inga underarter finns listade i Catalogue of Life.